# Крестьянский дом с берёзами
«Крестьянский дом с берёзами» (нем. Bauernhaus mit Birken), также «Молодые берёзы» (нем. Junge Birken) — пейзаж австрийского художника Густава Климта.
Художник формально вернулся к сюжету раннего пейзажа «После дождя» и изобразил редкие отдельно стоящие деревья на ровной зелёной лужайке у озера, усеянной колокольчиками, маргаритками и калужницами. Лужайка занимает в композиции пейзажа столь же значимое место, что и водная гладь в ранних работах «Болото» и «Утро у пруда», такой приём Климт использует ещё только один раз спустя два года в пейзаже «Остров на Аттерзе».
Узким вертикальным берёзовым стволам, срезанным вверху краем картины, соответствует высокая линия горизонта. Берёзовые мотивы были очень популярны в то время, они ассоциировались с весной и быстрым ростом молодых. Берёзы встречаются также на пейзажах Климта «Берег озера с берёзами» и «Берёзовая роща». Побеленные стены дома во дворе Антона Майра при пивоварне в Литцльберге хорошо различимы за кронами садовых деревьев. В верхней части пейзажа под узким кусочком неба виднеется часовня Св. Марии, перед которой были сделаны известные фотографии Эмилии Флёге в модных реформенных платьях.
В 1911 году пейзаж через галерею Митке приобрели Георг и Гермина Лазус. До 1939 года картина находилась в собственности семьи Лазус-Даниловац. Мария Даниловац, как и её мать Гермина Лазус, имели еврейское происхождение, её муж, серб Йозеф Даниловац был карикатуристом, критически относившимся к гитлеровскому режиму, и получил в Третьем рейхе запрет на профессию. Испытывая серьёзные финансовые трудности, в ноябре 1939 года семья была вынуждена продать картину вместе с другими художественными ценностями из своей коллекции, чтобы уплатить налог на имущество евреев. Специалист по провенансу галереи Бельведер Моника Майер характеризовала эту сделку как «вынужденная продажа». Покупателем пейзажа числился «г-н Фриде». В какой-то момент до 1942 года картина перешла в собственность внебрачного сына художника кинорежиссёра Густава Учицки. После его смерти в 1961 году вдова Урсула Учицки согласно завещанию передала пейзаж вместе с портретом «Дама в шляпе и боа из перьев» в дар галерее Бельведер. В 2001 году обе картины были реституированы наследникам законных владельцев, их общая стоимость на тот момент оценивалась в полмиллиарда шиллингов.